# Мечеть Хуайшен
Мечеть Хуайшен, Мечеть-маяк (кит.: 怀圣寺) — стародавня мечеть у Китаї, що вважається однією з найдавніших у світі.

## Історія
Іслам проник у Китай у VII ст. через морські шляхи, що відбулося ще у період життя пророка Магомета. Його чотири сподвижники вирушили у Китай із закликом до арабів, що компактно проживали там. Саад ібн Абу Ваккас у 627 році побудував у місті Гуанчжоу (Кантон) мінарет, що служив одночасно і для заклику до молитви, і маяком для суден.

## Галерея

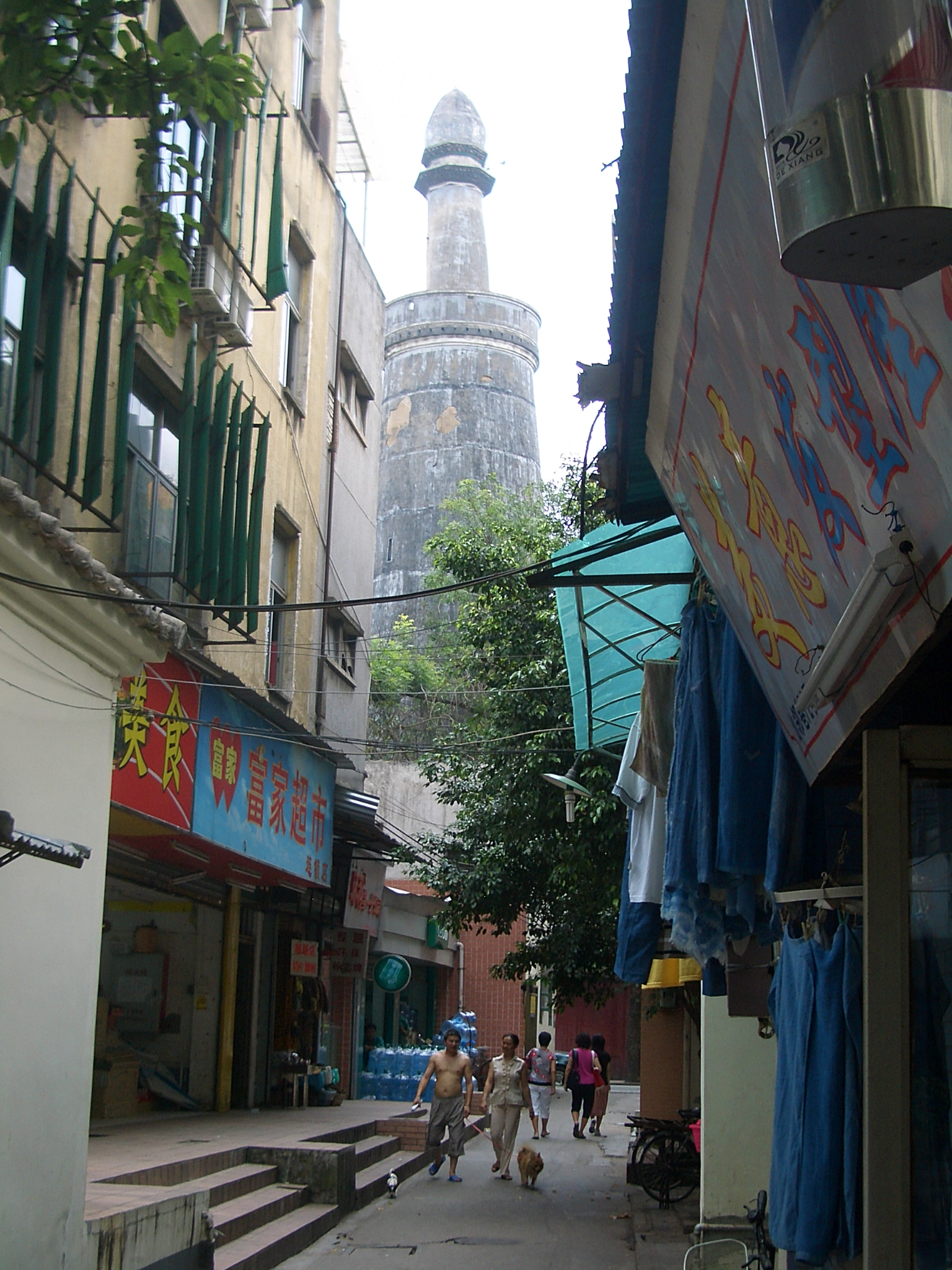
Мінарет
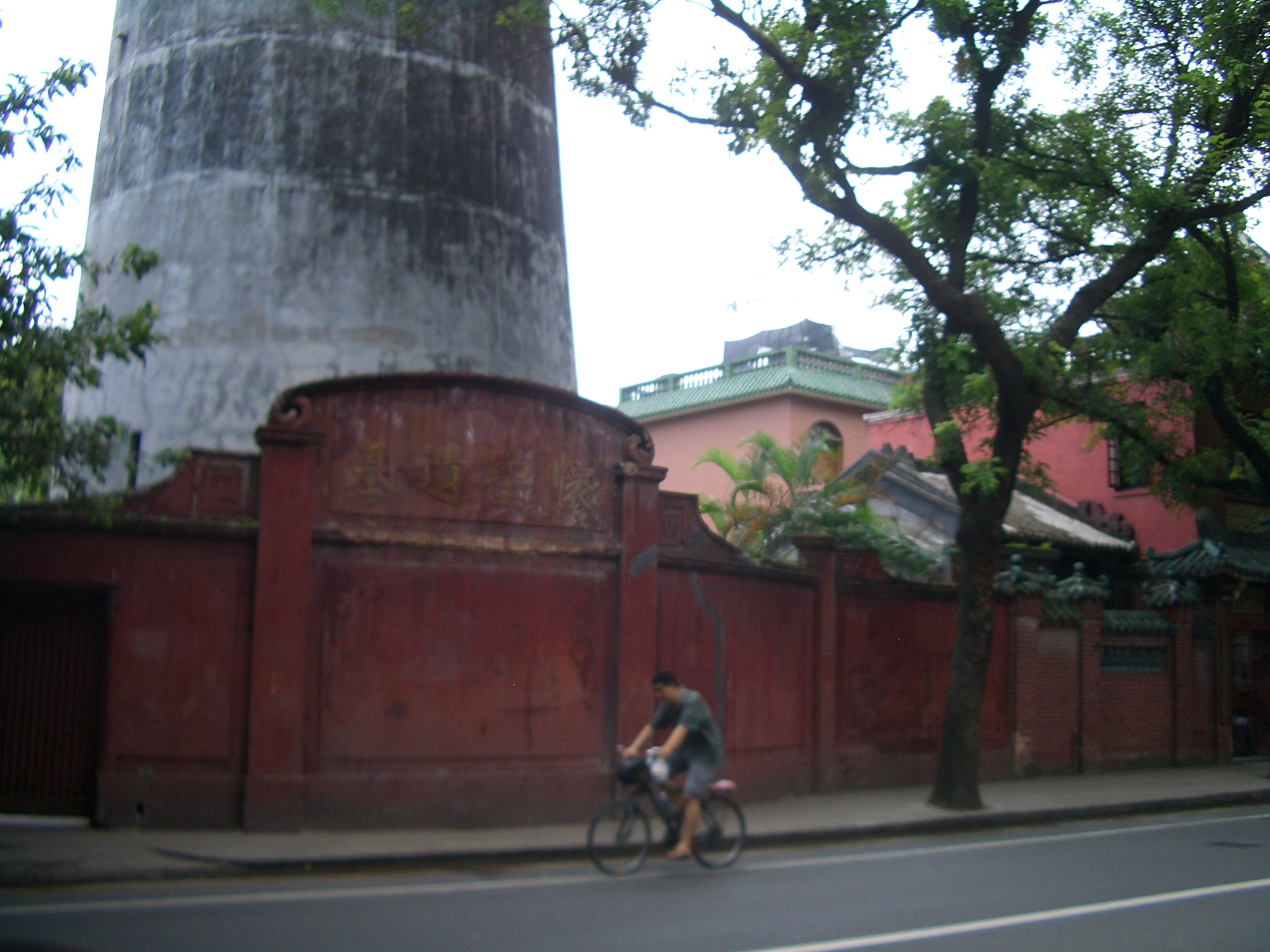
Паркан мечеті